# 溪尾大橋
溪尾大橋是台湾臺中市烏日區的一座跨越烏溪（大肚溪）的桥梁，2014年开工，2016年建成通车，2018年又兴建了向西延伸的溪尾二橋，2021年建成通车。